# Ba Lan và Hungary, những người anh em tốt

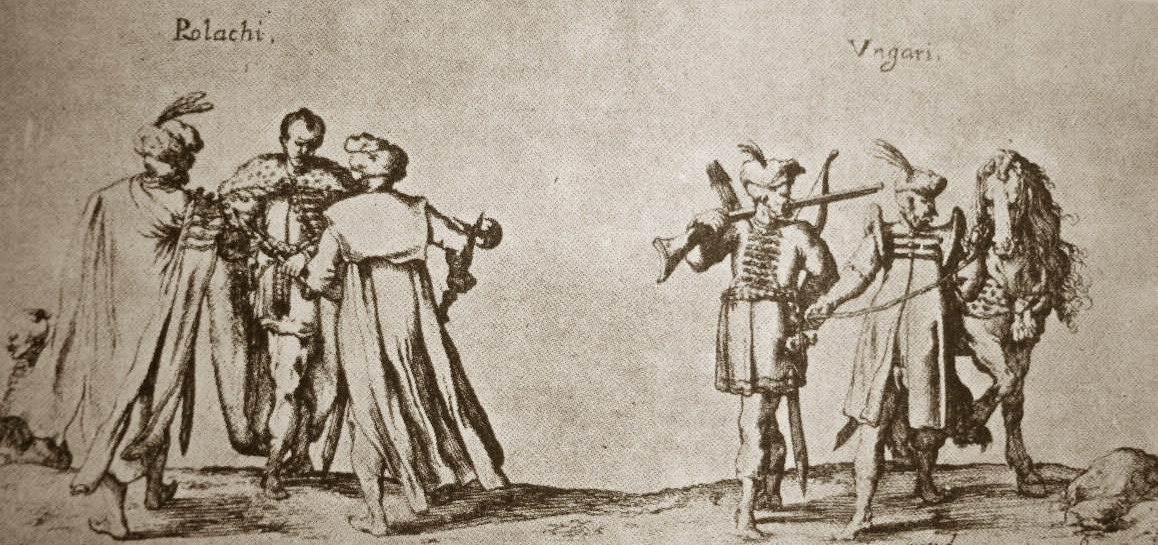
Johann Wilhelm Baur (Họa sĩ từ Strasbourg, 1610–40), người Ba Lan và người Hungary, Bảo tàng Czartoryski, Kraków

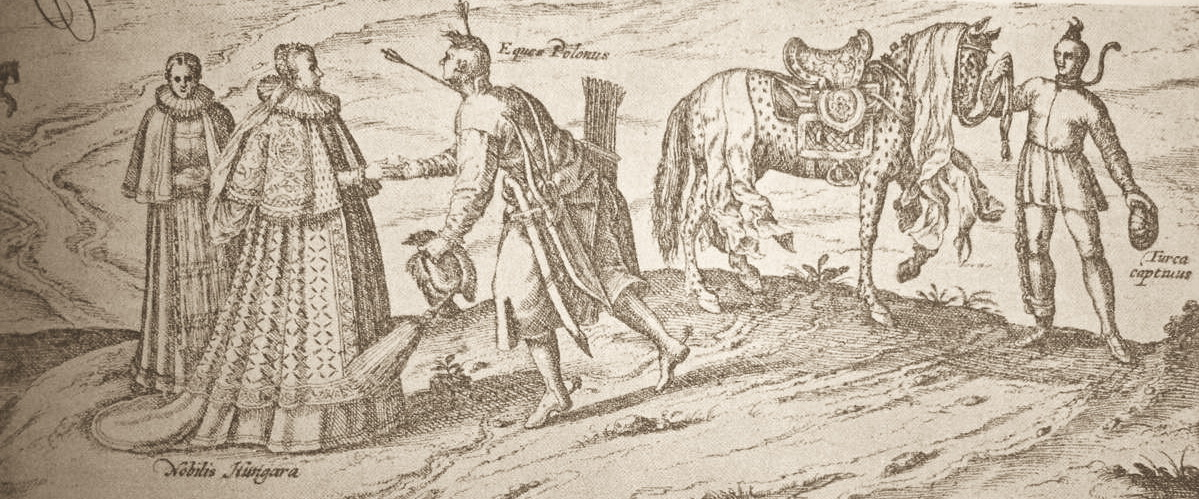
Georg Haufnagel, người kỵ binh Ba Lan và cô gái Hungary (thế kỷ 17), Bảo tàng Czartoryski, Kraków

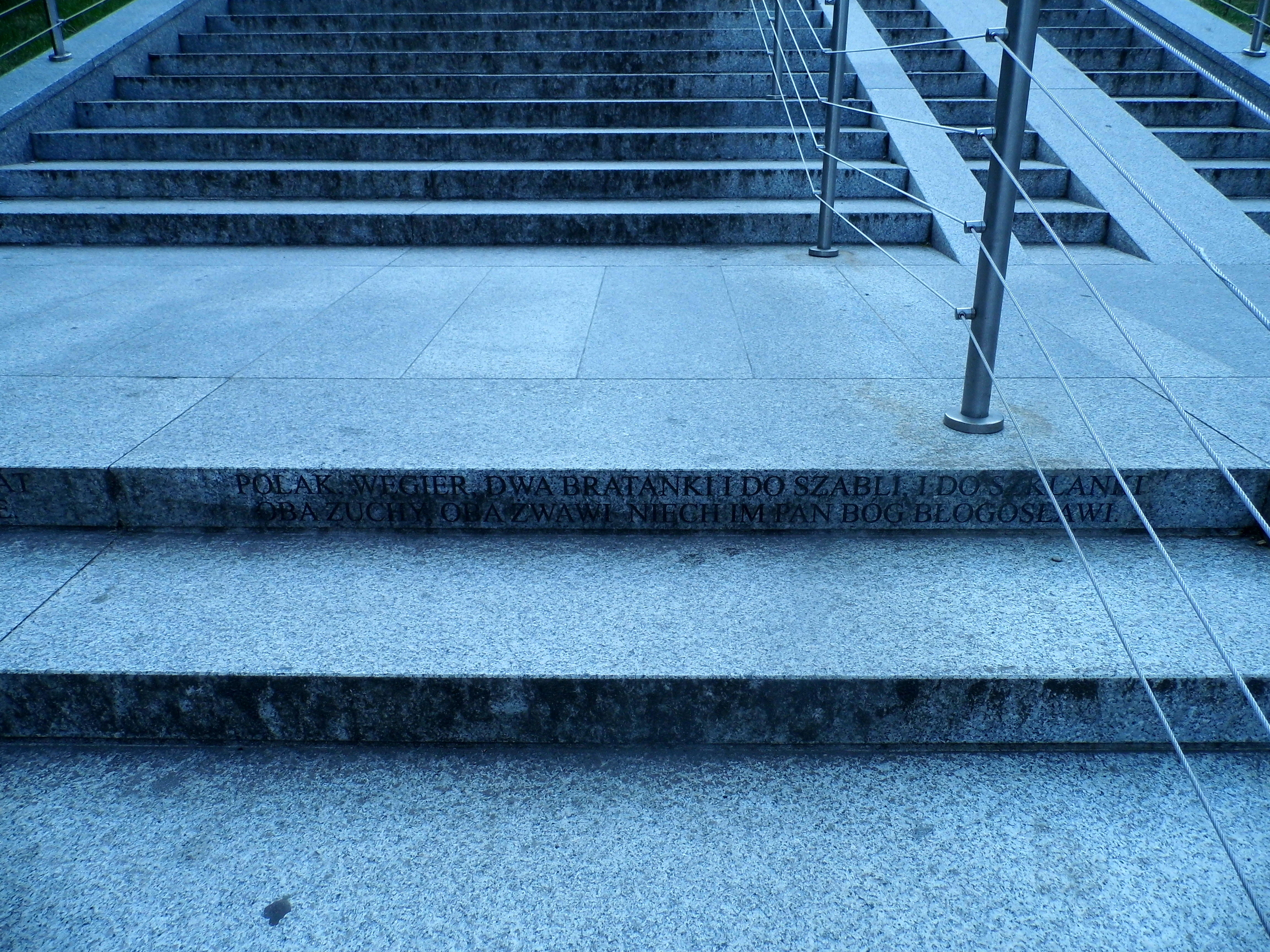
Tượng đài tình bạn ở Eger, Hungary

Ba Lan và Hungary, những người anh em tốt (tiếng Ba Lan: Polak, Węgier — dwa bratanki, tiếng Hungary: Lengyel, magyar – két jó barát) là câu nói nổi tiếng để giải thích về tình bạn lâu năm bền chặt và vững bền giữa Ba Lan và Hungary, hai quốc gia trong khu vực Trung Âu.

## Lời thơ
Lời thơ tiếng Ba Lan (bản gốc) được viết như sau:
Polak, Węgier — dwa bratanki,
i do szabli, i do szklanki,
oba zuchy, oba żwawi,
niech im Pan Bóg błogosławi.
Lời thơ tiếng Hungary thì cũng được viết như thế này:
Lengyel, magyar – két jó barát,
Együtt harcol s issza borát,
Vitéz s bátor mindkettője,
Áldás szálljon mindkettőre.

### Dịch tiếng Việt
Lời thơ Việt dịch từ tiếng Ba Lan và Hungary là như sau:
Người Ba Lan và Hungary, hai anh em,
Dũng mãnh trên chiến trường và vui vẻ ăn mừng,
Cả hai đều can đảm và đáng sống,
Có Chúa ở bên che chở cho họ.

## Lịch sử
Đây chính là một trong những câu nói được truyền tụng nhiều đời ở cả hai quốc gia, để minh chứng cho "tình anh em không thể chia cắt" giữa Ba Lan và Hungary.
Đã có khá nhiều nhân vật lịch sử nổi tiếng của Ba Lan gắn bó với Hungary và ngược lại. Từ thời Trung cổ, triều đại Piast của Ba Lan và triều đại Árpád của Hungary thường xuyên giao thương và thậm chí có hôn nhân với nhau. Vua Stefan Batory, một trong những minh quân nổi tiếng nhất Ba Lan, vốn có nguồn gốc Hungary.
Sau khi Ba Lan bị xóa sổ khỏi bản đồ bởi các lần phân chia Ba Lan bởi Nga, Áo và Phổ, nhiều người Ba Lan đã tị nạn ở Hungary. Nhiều người Hungary đã che chở người Ba Lan tị nạn khỏi sự đàn áp khốc liệt của đế quốc Nga, và cũng góp phần làm giảm sự đàn áp của Áo và Phổ với người Ba Lan.
Năm 1848, ở Hungary xảy ra nổi dậy Hungary năm 1848 chống lại Đế quốc Áo, tướng Józef Bem, một người Ba Lan, trở thành anh hùng dân tộc của cả Ba Lan và Hungary, khi đã đẩy lùi liên tục các đội quân Áo trước khi tiếp viện Nga tới giúp đỡ và vùi dập cuộc nổi dậy đẫm máu. Sau trận đánh ở Temesvár, Bem cùng gần 1.000 người sống sót lánh nạn sang Thổ Nhĩ Kỳ.
Trong suốt thời gian xẩy ra Chiến tranh Nga-Ba Lan (1919-1921), sau khi chính phủ cộng sản Hungary của Béla Kun bị lật đổ, Hungary đã tìm cách chi viện cho quân Ba Lan chống quân Nga, với số lượng khoảng 30.000 kỵ binh và một lượng lớn vũ khí, song bị Tiệp Khắc cản trở. Tuy vậy, một lượng lớn vũ khí cũng tới được Ba Lan, và là một phần lý do cho chiến thắng của Ba Lan sau này.

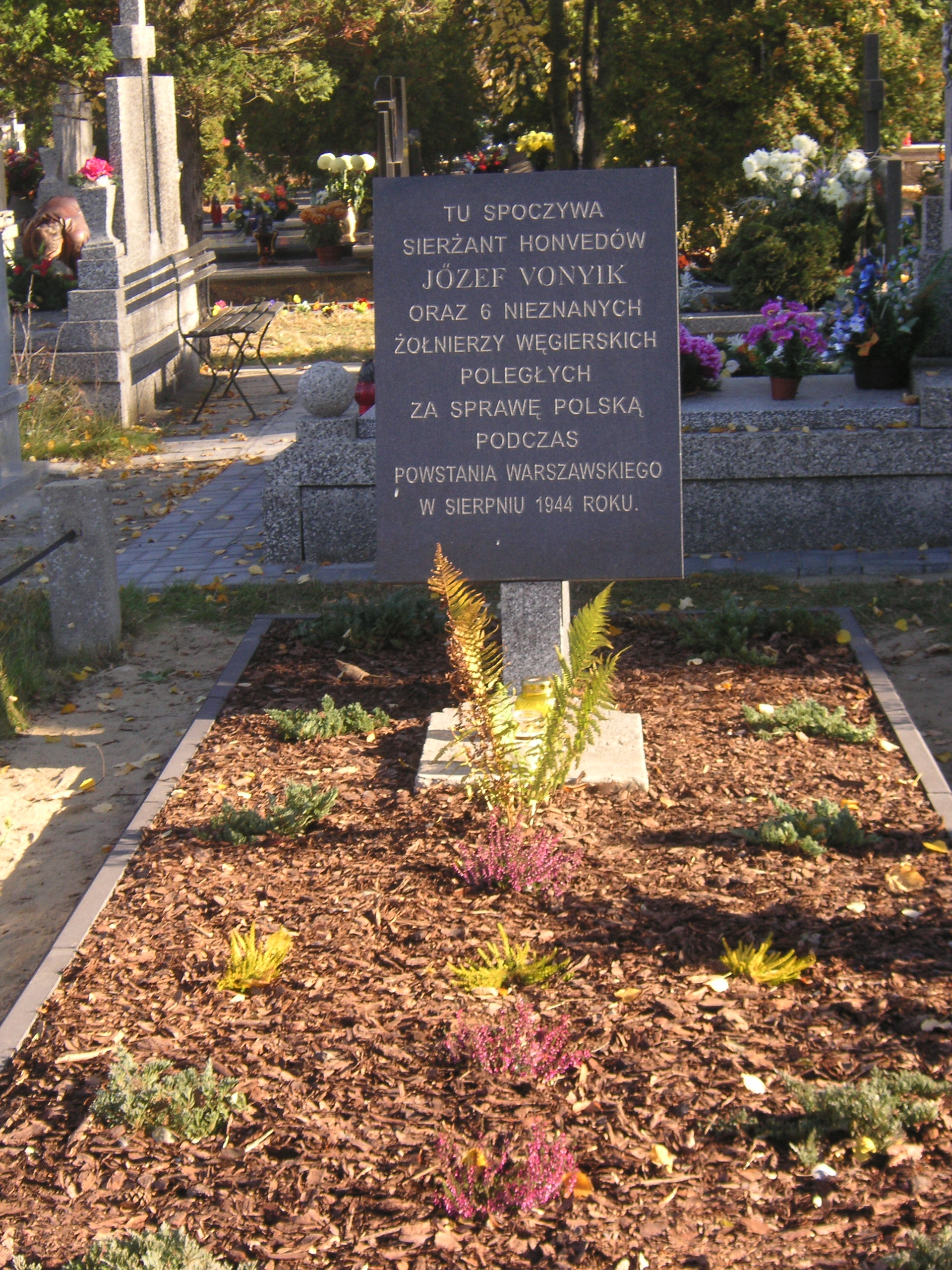
Mộ của người thủ lĩnh Honved cùng sáu người lính khác đã ngã xuống trong cuộc khởi nghĩa Warszawa.

Trong Thế chiến II, Adolf Hitler đã yêu cầu đồng minh Hungary giúp chuyển số lượng lính phát xít Đức thông qua dãy núi Karpat trong xâm lược Ba Lan. Tuy nhiên, thủ tướng Miklós Horthy từ chối, cho rằng nó liên quan tới danh dự Hungary. Chính hành động này giúp hàng nghìn binh lính Ba Lan kịp tẩu thoát sang Romania, tạo ra một liên minh hùng mạnh sau này. Vùng rừng núi hiểm trở của Hungary luôn được tình báo Ba Lan sử dụng để tìm cách vô hiệu hóa quân Đức.

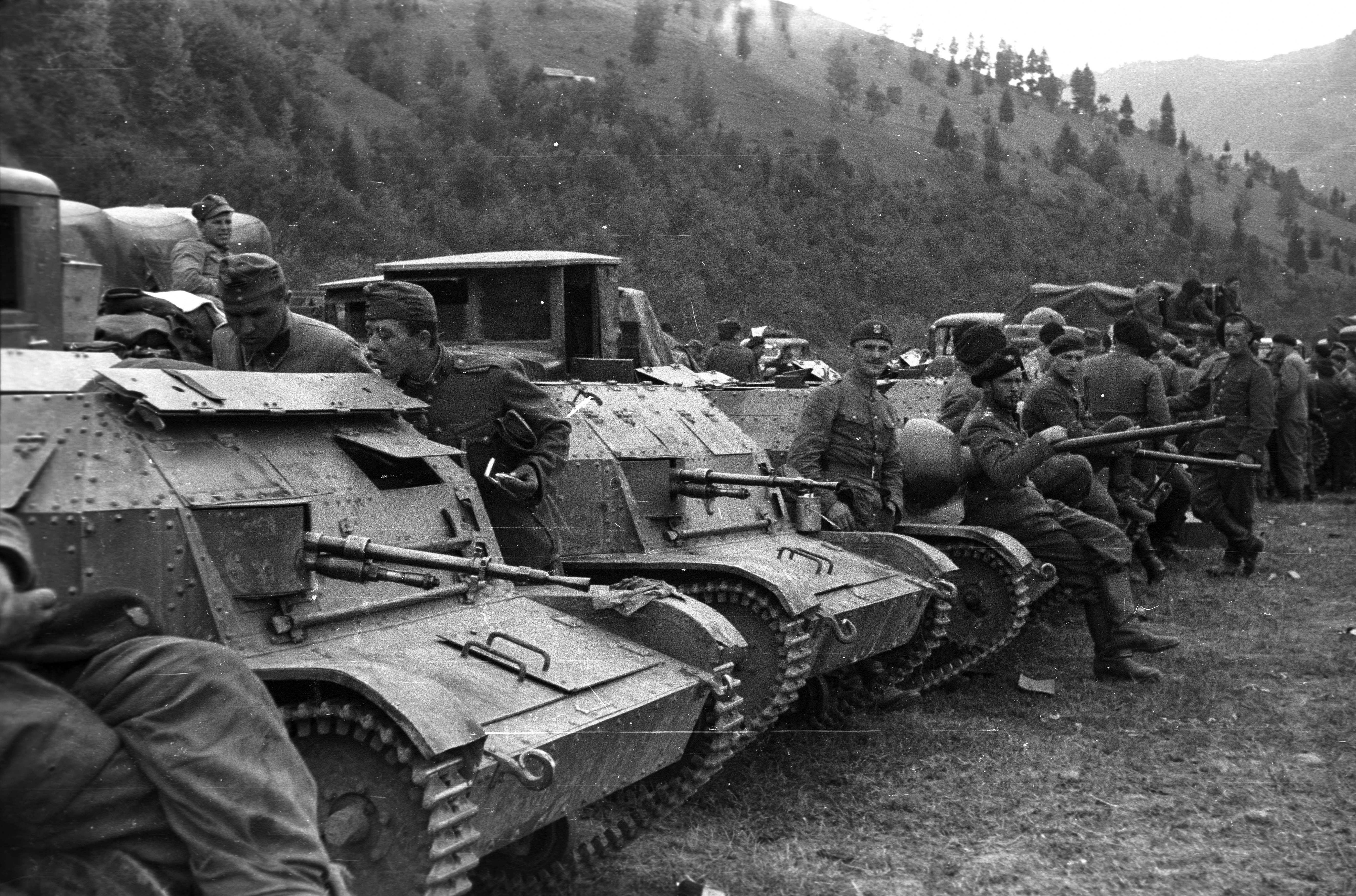
Lính Ba Lan rút chạy tới Hungary năm 1939.

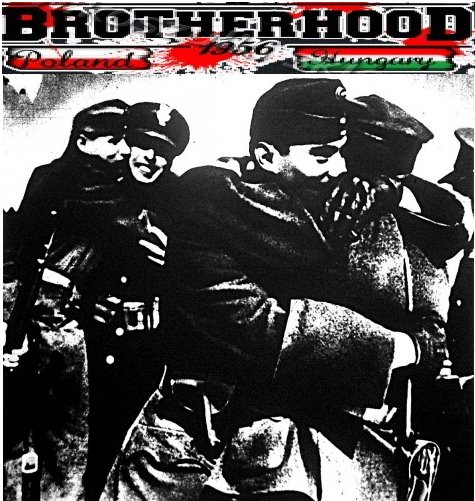
Tình bạn nổi tiếng giữa Ba Lan và Hungary

Khi Sự kiện năm 1956 ở Hungary xảy ra, và sốc trước các cuộc đàn áp của Liên Xô với người dân Hungary, nhiều người Ba Lan đã tình nguyện hiến máu. Khoảng 44 tấn máu được Hội chữ thập đỏ Ba Lan đem sang Hungary bằng cả đường không lẫn đường bộ.
Các lãnh đạo Hungary thường nhắc tới "hiệu ứng Warszawa" khi nói về mối quan hệ chính trị của Hungary, thì nước này vẫn luôn theo sát Ba Lan dù trong hoàn cảnh nào. Cả hai gia nhập NATO năm 1999 và Liên minh châu Âu vào năm 2004.

## Ngày tình bạn
Vào ngày 12 tháng 3 năm 2007, nghị viện Hungary tuyên bố ngày 23 tháng 3 là "ngày tình bạn" giữa Ba Lan và Hungary. Toàn bộ 324 nghị sỹ bỏ phiếu thuận, không phiếu chống hay trắng. Bốn ngày sau, quốc hội Ba Lan cũng tuyên bố điều tương tự.